# Henk Cornelisse
Hendrik Jan Willem (Henk) Cornelisse (Amsterdam, 16 november 1940) is een Nederlands voormalig wielrenner en olympiër.
Cornelisse deed namens Nederland mee aan de Olympische Spelen van 1964 in Tokio, Japan. Hij was onderdeel van het Nederlandse team op de ploegenachtervolging, samen met Cor Schuuring, Gerard Koel en Jaap Oudkerk. Ze wonnen de bronzen medaille, achter Duitsland (eerste) en Italië (tweede).
Cornelisse was niet alleen op de baan actief, maar ook op de weg. Zo won hij de Ronde van Friesland, de Ronde van Noord-Holland en de Ronde van Overijssel in 1962.
Henk Cornelisse is de vader van Michel Cornelisse, die in de jaren 90 voor onder andere TVM-Farm Frites reed, en de broer van Rink Cornelisse, die één jaar wielerprof was.

## Overwinningen
1962
- Ronde van Noord-Holland
- Ronde van Overijssel

1964
- 1e etappe Olympia's Tour

## Resultaten in voornaamste wedstrijden
| Jaar | Gent-Wevelgem | Amstel Gold Race |
| ---- | ------------- | ---------------- |
| 1965 | 22e           |                  |
| 1966 |               | 26e              |